# Japanse kampioenschappen schaatsen afstanden 2019 - 3000 meter mannen
De 3000 meter mannen op de Japanse kampioenschappen schaatsen afstanden 2019 werd gereden op zaterdag 27 oktober 2018 in het ijsstadion M-Wave in Nagano.

## Statistieken
| #      | Schaatser        | Tijd       |
| ------ | ---------------- | ---------- |
| Goud   | Tsubasa Horikawa | 3.51,24 PR |
| Zilver | Taiyou Nonomura  | 3.51,78 PR |
| Brons  | Motonaga Arito   | 3.53,54    |
| 4      | Shintaro Mouri   | 3.58,22    |
| 5      | Tenkai Sato      | 3.58,72    |
| 6      | Kenichiro Tomizu | 3.59,98    |
| 7      | Kazuya Yamada    | 4.00,16    |
| 8      | Masato Hayashi   | 4.01,39    |
| 9      | Nichika Endo     | 4.02,51 PR |
| 10     | Yasushi Hara     | 4.02,83    |
| 11     | Takaya Matsuda   | 4.06,40    |

| Rit | Baan   | Schaatser        | Tijd (rang)  |
| --- | ------ | ---------------- | ------------ |
| 1   | Binnen | Nichika Endo     | 4.02,51 (9)  |
| 1   | Buiten |                  |              |
| 2   | Binnen | Yasushi Hara     | 4.02,83 (10) |
| 2   | Buiten | Takaya Matsuda   | 4.06,40 (11) |
| 3   | Binnen | Tsubasa Horikawa | 3.51,24 (1)  |
| 3   | Buiten | Kazuya Yamada    | 4.00,16 (7)  |
| 4   | Binnen | Tenkai Sato      | 3.58,72 (5)  |
| 4   | Buiten | Kenichiro Tomizu | 3.59,98 (6)  |
| 5   | Binnen | Motonaga Arito   | 3.53,54 (3)  |
| 5   | Buiten | Taiyou Nonomura  | 3.51,78 (2)  |
| 6   | Binnen | Shintaro Mouri   | 3.58,22 (4)  |
| 6   | Buiten | Masato Hayashi   | 4.01,39 (8)  |

## IJs- en klimaatcondities
|                  |         | Start   | Eind |
| ---------------- | ------- | ------- | ---- |
| Tijd             | 11:12   | 11:41   |      |
| Paar             | 1       | 6       |      |
| Luchttemperatuur | 15,0°C  | 14,7°C  |      |
| IJstemperatuur   | -3,4°C  | -3,6°C  |      |
| Luchtvochtigheid | 68%     | 65%     |      |
| Luchtdruk        | 967 hPa | 967 hPa |      |